# Улица Михаила Галковского
У́лица Михаи́ла Галко́вского — улица в Ленинградском районе Калининграда. Названа в честь подполковника налоговой полиции Михаила Леонидовича Галковского (1957—1997), погибшего в августе 1997 года при спасении жизни человека и награждённого посмертно Орденом Мужества.
Улица переименована решением Городского совета депутатов Калининграда в честь М. Галковского в 2001 году.
На улице расположено здание, в котором в настоящее время размещаются Отдел внутренних дел по Ленинградскому району города Калининграда и Западное линейное  управление внутренних дел на транспорте. В 1994—2003 годах в этом здании находилось управление налоговой полиции, с 2003 по 2016 год — Управление госнаркоконтроля. Здание построено немецкими строителями до Второй мировой войны, в нём размещался сельскохозяйственный факультет Кёнигсбергского университета, а после войны — молокозавод.
236040 — почтовый индекс улицы.
Улица проходит с юго-запада на северо-восток, соединяя улицу Подполковника Иванникова с улицей Рокоссовского (после пересечения с Большим переулком).